# Nathalie Tauziat
Nathalie Tauziat (Bangui (Centraal-Afrikaanse Republiek), 17 oktober 1967) is een voormalig professioneel tennisspeelster uit Frankrijk. Zij begon met tennis toen zij zeven jaar oud was. Zij speelt rechtshandig. Zij was actief in het proftennis van 1984 tot en met 2003.

## Biografie
Tauziat is geboren in Centraal-Afrika, waar zij de eerste acht jaar van haar leven woonde. Haar vader Bernard verkocht badkamerinrichtingen, en haar moeder Régine was huisvrouw. Vanaf haar dertiende werd zij gecoacht door Regis de Camaret.
Nadat zij in 1985 kampioen van Frankrijk was geworden, besloot zij van school af te gaan en beroepstennisspeler te worden. Zij verdeelde haar aandacht min of meer gelijk over enkelspel en dubbelspel. In 1994 richtte zij een tennisschool op in Capbreton.
Haar beste resultaat qua enkelspel op een grandslamtoernooi was het bereiken van de finale op Wimbledon 1998 waar zij werd verslagen door de Tsjechische Jana Novotná. Als haar mooiste overwinning beschouwt zij die op Martina Navrátilová (WTA-4) in de kwartfinale van het WTA-toernooi van Barcelona in 1991. Datzelfde jaar versloeg zij Gabriela Sabatini (WTA-3) in de kwartfinale van het WTA-toernooi van Zürich. In 1998 won zij van Lindsay Davenport, die op dat moment tweede op de wereldranglijst was, tijdens de kwartfinale van Wimbledon.
In de periode 1985–2001 maakte Tauziat deel uit van het Franse Fed Cup-team – zij behaalde daar een winst/verlies-balans van 33–21. In 1997 speelde zij in het team dat de hoofdprijs pakte: in de finale van de Wereldgroep versloegen zij de Nederlandse dames met 4–1.
Ook speelde zij tweemaal mee in de Hopman Cup. In 1993, met Guy Forget aan haar zijde, bereikte zij de halve finale, na winst op Israël en de Verenigde Staten. In 1994 speelde zij er weer, nu met Cédric Pioline – zij verloren hun eerste wedstrijd (kwartfinale).
Het hoogtepunt van haar loopbaan lag in 1999 en 2000, met enkelspeltitels in Moskou, Leipzig en Parijs (waar zij Justine Henin, Anna Koernikova en, in de finale, Serena Williams versloeg) en dubbelspeltitels in Prostějov, Berlijn, Eastbourne, Montréal en Luxemburg. In het dubbelspel bereikte zij in 2001 de halve finale op Wimbledon en de finale op het US Open. Vanaf 2002 nam zij alleen nog in het dubbelspel deel aan toernooien, de laatste in 2006 in Cagnes-sur-Mer.

## Posities op deWTA-ranglijst
Positie per einde seizoen:
| jaar | rang enkelspel | rang dubbelspel |
| ---- | -------------- | --------------- |
| 1984 | 296            | –               |
| 1985 | 112            | –               |
| 1986 | 66             | 63              |
| 1987 | 25             | 40              |
| 1988 | 27             | 28              |
| 1989 | 25             | 28              |
| 1990 | 18             | 36              |
| 1991 | 13             | 38              |
| 1992 | 14             | 62              |
| 1993 | 18             | 29              |
| 1994 | 35             | 22              |
| 1995 | 27             | 20              |
| 1996 | 22             | 14              |
| 1997 | 11             | 13              |
| 1998 | 10             | 7               |
| 1999 | 7              | 14              |
| 2000 | 10             | 8               |
| 2001 | 13             | 5               |
| 2002 | –              | 105             |
| 2003 | –              | 397             |

## Palmares
| Legenda                |
| ---------------------- |
| Grandslamtoernooi      |
| Olympische Spelen      |
| Year-End Championships |
| Tier I                 |
| Tier II                |
| Tier III               |
| Tier IV & V            |

### WTA-finaleplaatsen enkelspel
| nr.              | finale     | toernooi        | dotatie    | ondergrond | tegenstandster            | score         |         |
| ---------------- | ---------- | --------------- | ---------- | ---------- | ------------------------- | ------------- | ------- |
| gewonnen finales |            |                 |            |            |                           |               |         |
| 1.               | 1990-09-30 | WTA Bayonne     | $100.000   | tapijt (i) | Anke Huber                | 6-3, 7-6      | details |
| 2.               | 1993-11-07 | WTA Québec      | $150.000   | tapijt (i) | Katerina Maleeva          | 6-4, 6-1      | details |
| 3.               | 1995-06-25 | WTA Eastbourne  | $430.000   | gras       | Chanda Rubin              | 3-6, 6-0, 7-5 | details |
| 4.               | 1997-06-15 | WTA Birmingham  | $164.250   | gras       | Yayuk Basuki              | 2-6, 6-2, 6-2 | details |
| 5.               | 1999-10-24 | WTA Moskou      | $1.050.000 | tapijt (i) | Barbara Schett            | 2-6, 6-4, 6-1 | details |
| 6.               | 1999-11-07 | WTA Leipzig     | $520.000   | tapijt (i) | Květa Hrdličková          | 6-1, 6-3      | details |
| 7.               | 2000-02-13 | WTA Parijs      | $535.000   | tapijt (i) | Serena Williams           | 7-5, 6-2      | details |
| 8.               | 2001-06-17 | WTA Birmingham  | $170.000   | gras       | Miriam Oremans            | 6-3, 7-5      | details |
| verloren finales |            |                 |            |            |                           |               |         |
| 01.              | 1988-07-17 | WTA Nice        | $100.000   | gravel     | Sandra Cecchini           | 5-7, 4-6      | details |
| 02.              | 1988-08-28 | WTA Mahwah      | $200.000   | hardcourt  | Steffi Graf               | 0-6, 1-6      | details |
| 03.              | 1990-02-11 | WTA Wichita     | $150.000   | tapijt (i) | Dianne Van Rensburg       | 6-2, 5-7, 2-6 | details |
| 04.              | 1991-10-13 | WTA Zürich      | $350.000   | tapijt (i) | Steffi Graf               | 4-6, 4-6      | details |
| 05.              | 1992-03-29 | WTA San Antonio | $225.000   | hardcourt  | Martina Navrátilová       | 2-6, 1-6      | details |
| 06.              | 1992-10-04 | WTA Bayonne     | $150.000   | tapijt (i) | Manuela Maleeva-Fragnière | 7-6, 2-6, 3-6 | details |
| 07.              | 1996-06-16 | WTA Birmingham  | $164.250   | gras       | Meredith McGrath          | 6-2, 4-6, 4-6 | details |
| 08.              | 1997-10-19 | WTA Zürich      | $926.250   | tapijt (i) | Lindsay Davenport         | 6-7, 5-7      | details |
| 09.              | 1997-11-09 | WTA Chicago     | $450.000   | tapijt (i) | Lindsay Davenport         | 0-6, 5-7      | details |
| 10.              | 1998-07-05 | Wimbledon       | $4.404.163 | gras       | Jana Novotná              | 4-6, 6-7      | details |
| 11.              | 1998-11-08 | WTA Leipzig     | $450.000   | tapijt (i) | Steffi Graf               | 3-6, 4-6      | details |
| 12.              | 1999-06-13 | WTA Birmingham  | $180.000   | gras       | Julie Halard-Decugis      | 2-6, 6-3, 4-6 | details |
| 13.              | 1999-06-20 | WTA Eastbourne  | $520.000   | gras       | Natallja Zverava          | 6-0, 5-7, 3-6 | details |
| 14.              | 2001-02-25 | WTA Dubai       | $565.000   | hardcourt  | Martina Hingis            | 4-6, 4-6      | details |

### WTA-finaleplaatsen vrouwendubbelspel
| nr.              | finale     | toernooi          | ondergrond    | partner              | tegenstandsters                             | score         |         |
| ---------------- | ---------- | ----------------- | ------------- | -------------------- | ------------------------------------------- | ------------- | ------- |
| gewonnen finales |            |                   |               |                      |                                             |               |         |
| 01.              | 1987-10-04 | WTA Parijs        | gravel        | Isabelle Demongeot   | Sandra Cecchini Sabrina Goleš               | 1-6, 6-3, 6-3 | details |
| 02.              | 1988-05-15 | WTA Berlijn       | gravel        | Isabelle Demongeot   | Claudia Kohde-Kilsch Helena Suková          | 6-2, 4-6, 6-4 | details |
| 03.              | 1988-10-23 | WTA Zürich        | tapijt (i)    | Isabelle Demongeot   | Claudia Kohde-Kilsch Helena Suková          | 6-3, 6-3      | details |
| 04.              | 1989-05-07 | WTA Hamburg       | gravel        | Isabelle Demongeot   | Jana Novotná Helena Suková                  | walk-over     | details |
| 05.              | 1990-10-28 | WTA Brighton      | tapijt (i)    | Helena Suková        | Jo Durie Natallja Zverava                   | 6-1, 6-4      | details |
| 06.              | 1991-09-29 | WTA Bayonne       | tapijt (i)    | Patricia Tarabini    | Rachel McQuillan Catherine Tanvier          | 6-3, opg.     | details |
| 07.              | 1993-01-16 | WTA Melbourne     | hardcourt     | Nicole Provis        | Cammy MacGregor Shaun Stafford              | 1-6, 6-3, 6-3 | details |
| 08.              | 1994-08-14 | WTA Los Angeles   | hardcourt     | Julie Halard         | Jana Novotná Lisa Raymond                   | 6-1, 0-6, 6-1 | details |
| 09.              | 1994-11-06 | WTA Québec        | tapijt (i)    | Elna Reinach         | Linda Wild Chanda Rubin                     | 6-4, 6-3      | details |
| 10.              | 1995-02-26 | WTA Linz          | tapijt (i)    | Meredith McGrath     | Iva Majoli Petra Schwarz                    | 6-1, 6-2      | details |
| 11.              | 1996-10-06 | WTA Leipzig       | tapijt (i)    | Kristie Boogert      | Sabine Appelmans Miriam Oremans             | 6-4, 6-4      | details |
| 12.              | 1996-10-27 | WTA Luxemburg     | tapijt (i)    | Kristie Boogert      | Barbara Rittner Dominique Van Roost         | 2-6, 6-4, 6-2 | details |
| 13.              | 1997-02-09 | WTA Linz          | tapijt (i)    | Alexandra Fusai      | Eva Melicharová Helena Vildová              | 4-6, 6-3, 6-1 | details |
| 14.              | 1997-11-09 | WTA Chicago       | tapijt (i)    | Alexandra Fusai      | Lindsay Davenport Monica Seles              | 6-3, 6-2      | details |
| 15.              | 1998-03-01 | WTA Linz          | tapijt (i)    | Alexandra Fusai      | Anna Koernikova Larisa Neiland              | 6-3, 3-6, 6-4 | details |
| 16.              | 1998-05-24 | WTA Straatsburg   | gravel        | Alexandra Fusai      | Yayuk Basuki Caroline Vis                   | 6-4, 6-3      | details |
| 17.              | 1998-08-30 | WTA New Haven     | hardcourt     | Alexandra Fusai      | Mariaan de Swardt Jana Novotná              | 6-1, 6-0      | details |
| 18.              | 1999-02-14 | WTA Prostějov     | tapijt (i)    | Alexandra Fusai      | Květa Hrdličková Helena Vildová             | 3-6, 6-2, 6-1 | details |
| 19.              | 1999-05-16 | WTA Berlijn       | gravel        | Alexandra Fusai      | Jana Novotná Patricia Tarabini              | 6-3, 7-5      | details |
| 20.              | 2000-06-24 | WTA Eastbourne    | gras          | Ai Sugiyama          | Lisa Raymond Rennae Stubbs                  | 2-6, 6-3, 7-6 | details |
| 21.              | 2000-08-20 | WTA Montréal      | hardcourt     | Martina Hingis       | Julie Halard-Decugis Ai Sugiyama            | 6-3, 3-6, 6-4 | details |
| 22.              | 2000-10-01 | WTA Luxemburg     | tapijt (i)    | Alexandra Fusai      | Ljoebomira Batsjeva Cristina Torrens Valero | 6-3, 7-6      | details |
| 23.              | 2001-03-31 | WTA Miami         | hardcourt     | Arantxa Sánchez      | Lisa Raymond Rennae Stubbs                  | 6-0, 6-4      | details |
| 24.              | 2001-08-12 | WTA Los Angeles   | hardcourt     | Kimberly Po-Messerli | Nicole Arendt Caroline Vis                  | 6-3, 7-5      | details |
| 25.              | 2001-09-30 | WTA Leipzig       | tapijt (i)    | Jelena Lichovtseva   | Květa Hrdličková Barbara Rittner            | 6-4, 6-2      | details |
| verloren finales |            |                   |               |                      |                                             |               |         |
| 01.              | 1988-07-17 | WTA Nice          | gravel        | Isabelle Demongeot   | Catherine Suire Catherine Tanvier           | 4-6, 6-4, 2-6 | details |
| 02.              | 1988-10-30 | WTA Brighton      | tapijt (i)    | Isabelle Demongeot   | Lori McNeil Betsy Nagelsen                  | 6-7, 6-2, 6-7 | details |
| 03.              | 1989-10-22 | WTA Zürich        | tapijt (i)    | Judith Wiesner       | Jana Novotná Helena Suková                  | 3-6, 6-3, 4-6 | details |
| 04.              | 1990-02-18 | WTA Chicago       | tapijt (i)    | Arantxa Sánchez      | Martina Navrátilová Anne Smith              | 7-6, 4-6, 3-6 | details |
| 05.              | 1991-04-28 | WTA Barcelona     | gravel        | Judith Wiesner       | Martina Navrátilová Arantxa Sánchez         | 1-6, 3-6      | details |
| 06.              | 1991-08-04 | WTA San Diego     | hardcourt     | Gigi Fernández       | Jill Hetherington Kathy Rinaldi             | 4-6, 6-3, 2-6 | details |
| 07.              | 1992-04-26 | WTA Barcelona     | gravel        | Judith Wiesner       | Conchita Martínez Arantxa Sánchez           | 4-6, 1-6      | details |
| 08.              | 1993-11-07 | WTA Québec        | tapijt (i)    | Katerina Maleeva     | Katrina Adams Manon Bollegraf               | 4-6, 4-6      | details |
| 09.              | 1994-04-24 | WTA Barcelona     | gravel        | Julie Halard         | Larisa Neiland Arantxa Sánchez              | 2-6, 4-6      | details |
| 10.              | 1996-02-18 | WTA Parijs        | tapijt (i)    | Julie Halard         | Kristie Boogert Jana Novotná                | 4-6, 3-6      | details |
| 11.              | 1996-03-16 | WTA Indian Wells  | hardcourt     | Julie Halard         | Chanda Rubin Brenda Schultz                 | 1-6, 4-6      | details |
| 12.              | 1996-06-16 | WTA Birmingham    | gras          | Lori McNeil          | Elizabeth Smylie Linda Wild                 | 3-6, 6-3, 1-6 | details |
| 13.              | 1996-11-10 | WTA Oakland       | tapijt (i)    | Irina Spîrlea        | Lindsay Davenport Mary Joe Fernandez        | 1-6, 3-6      | details |
| 14.              | 1997-03-15 | WTA Indian Wells  | hardcourt     | Lisa Raymond         | Lindsay Davenport Natallja Zverava          | 3-6, 2-6      | details |
| 15.              | 1997-06-15 | WTA Birmingham    | gras          | Linda Wild           | Katrina Adams Larisa Neiland                | 2-6, 3-6      | details |
| 16.              | 1997-08-24 | WTA Atlanta       | hardcourt     | Alexandra Fusai      | Nicole Arendt Manon Bollegraf               | 7-6, 3-6, 2-6 | details |
| 17.              | 1997-10-26 | WTA Québec        | tapijt (i)    | Alexandra Fusai      | Lisa Raymond Rennae Stubbs                  | 4-6, 7-5, 5-7 | details |
| 18.              | 1997-11-23 | WTA Championships | tapijt (i)    | Alexandra Fusai      | Lindsay Davenport Jana Novotná              | 7-6, 3-6, 2-6 | details |
| 19.              | 1998-03-15 | WTA Indian Wells  | hardcourt     | Alexandra Fusai      | Lindsay Davenport Natallja Zverava          | 4-6, 6-2, 4-6 | details |
| 20.              | 1998-05-17 | WTA Berlijn       | gravel        | Alexandra Fusai      | Lindsay Davenport Natallja Zverava          | 3-6, 0-6      | details |
| 21.              | 1998-08-09 | WTA San Diego     | hardcourt     | Alexandra Fusai      | Lindsay Davenport Natallja Zverava          | 2-6, 1-6      | details |
| 22.              | 1998-11-22 | WTA Championships | tapijt (i)    | Alexandra Fusai      | Lindsay Davenport Natallja Zverava          | 7-6, 5-7, 3-6 | details |
| 23.              | 1999-02-21 | WTA Hannover      | tapijt (i)    | Alexandra Fusai      | Serena Williams Venus Williams              | 7-5, 2-6, 2-6 | details |
| 24.              | 1999-05-09 | WTA Rome          | gravel        | Alexandra Fusai      | Martina Hingis Anna Koernikova              | 2-6, 2-6      | details |
| 25.              | 1999-05-22 | WTA Straatsburg   | gravel        | Alexandra Fusai      | Jelena Lichovtseva Ai Sugiyama              | 6-2, 6-7, 1-6 | details |
| 26.              | 1999-10-17 | WTA Zürich        | hardcourt (i) | Natallja Zverava     | Lisa Raymond Rennae Stubbs                  | 2-6, 2-6      | details |
| 27.              | 2000-02-06 | WTA Tokio         | tapijt (i)    | Alexandra Fusai      | Martina Hingis Mary Pierce                  | 4-6, 1-6      | details |
| 28.              | 2000-10-22 | WTA Linz          | tapijt (i)    | Ai Sugiyama          | Amélie Mauresmo Chanda Rubin                | 4-6, 4-6      | details |
| 29.              | 2001-02-11 | WTA Parijs        | tapijt (i)    | Kimberly Po          | Iva Majoli Virginie Razzano                 | 3-6, 5-7      | details |
| 30.              | 2001-02-18 | WTA Nice          | tapijt (i)    | Kimberly Po          | Émilie Loit Anne-Gaëlle Sidot               | 6-1, 2-6, 0-6 | details |
| 31.              | 2001-06-17 | WTA Birmingham    | gras          | Kimberly Po-Messerli | Cara Black Jelena Lichovtseva               | 1-6, 2-6      | details |
| 32.              | 2001-09-09 | US Open           | hardcourt     | Kimberly Po-Messerli | Lisa Raymond Rennae Stubbs                  | 2-6, 7-5, 5-7 | details |
| 33.              | 2002-06-16 | WTA Birmingham    | gras          | Kimberly Po-Messerli | Shinobu Asagoe Els Callens                  | 4-6, 3-6      | details |

## Resultaten grandslamtoernooien
| Legenda | Legenda                          |
| ------- | -------------------------------- |
| g.t.    | geen toernooi gehouden           |
| l.c.    | lagere categorie                 |
| –       | niet deelgenomen                 |
| G       | uitgeschakeld in de groepsfase   |
| 1R      | uitgeschakeld in de eerste ronde |
| 2R      | uitgeschakeld in de tweede ronde |
| 3R      | uitgeschakeld in de derde ronde  |
| 4R      | uitgeschakeld in de vierde ronde |
| KF      | uitgeschakeld in de kwartfinale  |
| HF      | uitgeschakeld in de halve finale |
| F       | de finale verloren               |
| W       | het toernooi gewonnen            |
| w-v     | winst/verlies-balans             |

### Enkelspel
| Toernooi        | 1984 | 1985 | 1986 | 1987 | 1988 | 1989 | 1990 | 1991 | 1992 | 1993 | 1994 | 1995 | 1996 | 1997 | 1998 | 1999 | 2000 | 2001 |
| --------------- | ---- | ---- | ---- | ---- | ---- | ---- | ---- | ---- | ---- | ---- | ---- | ---- | ---- | ---- | ---- | ---- | ---- | ---- |
| Australian Open | –    | –    | g.t. | –    | –    | –    | –    | –    | –    | 4R   | 1R   | –    | –    | –    | –    | –    | 2R   | –    |
| Roland Garros   | 1R   | 3R   | 2R   | 4R   | 4R   | 1R   | 4R   | KF   | 4R   | 3R   | 2R   | 3R   | 2R   | 3R   | 1R   | 2R   | 3R   | 1R   |
| Wimbledon       | –    | –    | 2R   | 2R   | 2R   | 1R   | 4R   | 4R   | KF   | 4R   | 3R   | 3R   | 3R   | KF   | F    | KF   | 1R   | KF   |
| US Open         | –    | –    | 1R   | 2R   | 2R   | 3R   | 4R   | 1R   | 2R   | 4R   | 2R   | 3R   | 2R   | 1R   | 4R   | 3R   | KF   | 4R   |

### Vrouwendubbelspel
| Toernooi        | 1985 | 1986 | 1987 | 1988 | 1989 | 1990 | 1991 | 1992 | 1993 | 1994 | 1995 | 1996 | 1997 | 1998 | 1999 | 2000 | 2001 | 2002 | 2003 |
| --------------- | ---- | ---- | ---- | ---- | ---- | ---- | ---- | ---- | ---- | ---- | ---- | ---- | ---- | ---- | ---- | ---- | ---- | ---- | ---- |
| Australian Open | –    | g.t. | –    | –    | –    | –    | –    | –    | 3R   | 2R   | –    | –    | –    | –    | –    | 2R   | –    | –    | –    |
| Roland Garros   | 1R   | 3R   | KF   | 3R   | 3R   | HF   | 3R   | KF   | KF   | HF   | KF   | 3R   | HF   | KF   | HF   | HF   | KF   | 2R   | 1R   |
| Wimbledon       | 3R   | 1R   | 2R   | 3R   | 1R   | 3R   | 3R   | 3R   | 2R   | 3R   | 3R   | 2R   | 3R   | 2R   | 2R   | 2R   | HF   | KF   | –    |
| US Open         | 2R   | 1R   | 1R   | 1R   | 3R   | 2R   | 3R   | 3R   | 2R   | 1R   | KF   | 1R   | KF   | 2R   | 3R   | 3R   | F    | –    | –    |

### Gemengd dubbelspel
| Toernooi        | 1997 | 1998 |    | 2000 | 2001 | 2002 |
| --------------- | ---- | ---- | -- | ---- | ---- | ---- |
| Australian Open | –    | –    | –  | –    | –    |      |
| Roland Garros   | –    | –    | 2R | 1R   | 1R   |      |
| Wimbledon       | –    | 3R   | –  | –    | –    |      |
| US Open         | KF   | –    | –  | –    | –    |      |